# María Valencia
María Valencia fue una pintora, dibujante y artista visual chilena del siglo XX.

## Biografía
Valencia fue una artista chilena, pintora y dibujante que estuvo activa durante el siglo XX. Estudió en la Escuela de Bellas Artes de la Universidad de Chile. Durante el año 1920 fue alumna del pintor Juan Francisco González, junto a otras destacadas artistas de su generación como María Tupper, Ana Cortés, Henriette Petit, Inés Puyó y Marta Villanueva.
María Valencia fue una de los estudiantes becados para ir a estudiar a Europa, por el gobierno de Carlos Ibáñez del Campo, el año 1928. Allá se especializó en Artes Aplicadas, principalmente artes textiles, juguetería artística, dibujos de moda, sastrería de teatros y pintura sobre tela. De estadía en el Viejo Continente destaca una pintura, copia de la obra de los artistas renacentistas italianos Pietro Perugino y Andrea del Verrocchio, denominada María y el Niño, en ese momento parte de la colección del Gemäldegalerie de Berlín), para más tarde formar parte de la colección del Museo Nacional de Bellas Artes de Chile. En 1932 adhirió a la República Socialista, mientras estaba en la presidencia de Chile Juan Esteban Montero, junto a otros profesores de la Universidad de Chile.
Ejerció como profesora de dibujo de la Escuela de Artes Aplicadas de la Universidad de Chile, como también en las Escuelas de Verano donde impartió el Taller de Juguetería Artística. Se estableció en Venezuela el año 1936, junto a su esposo, el músico y compositor Eduardo Lira Espejo. Hacia 1937, a raíz de la reforma de la Academia de Bellas Artes que dio paso a la Escuela de Artes Plásticas y Aplicadas de Caracas, Valencia formó parte del equipo docente, junto a los artistas chilenos Marco Bontá y Armando Lira.

## Obra
El año 1933 participó en la Exposición de Diciembre en Chile, junto a Gabriela Rivadeneira, Waldo Parraguez y Jaime Dvor, muestra recordada por ser la primera exposición de arte constructivista, con pinturas, esculturas y construcciones que compartían el lenguaje abstracto. El Grupo Decembristas, activo entre 1932 y 1933, fue promocionado por Vicente Huidobro, e incluía también la participación de un joven Volodia Teitelboim, abogado, político y escritor de origen chileno. En esta instancia Valencia participó con seis pinturas, las que Huidobro describió con las siguientes palabras: “Sus cuadros tienen tanta poesía, tanta magia que ella puede hacer que una estrella se convierta en la flor del tiempo y se deshoje de repente en medio de la noche atónita”. Bajo este contexto, el grupo marcó un precedente de impronta vanguardista, como señala el investigador Cristóbal Molina: “(...) las primeras asimilaciones realizadas en Chile de la producción plástica derivada de la Bauhaus, aunque éstas hayan sido recogidas de manera intuitiva por sus autores y hayan tardado años en trasladarse al ámbito académico y en formar parte consciente de los planes de estudio de las escuelas de Arquitectura, tanto en la Universidad de Chile como en la Universidad Católica”.
Durante 1935, en un viaje de estudio al Perú, realizó un artículo para Revista de Arte donde describe la pintura indigenista peruana, específicamente la producción artística de José Sabogal, Julia Codesido, Carmen Saco y Camilo Blas. Ellos estaban en sintonía con las tendencias americanistas de la década, por divulgar y comprender algunos fenómenos de las culturas indígenas. En las palabras finales de este texto presenta sus impresiones de las obras de estos artistas:

(...)los nuevos pintores poseen la experiencia de estos primeros investigadores, la formidable documentación técnica de la pintura colonial cuzqueña y el aporte de todas las maravillosas creaciones populares, que unido a un concepto bien orientado, puede hacer florecer una pintura que corresponda exactamente a nuestro tiempo.

 En su larga vinculación con la Escuela de Artes Aplicadas, el foco de atención estuvo en buscar el desarrollo de un arte que, intentando ser parte del desarrollo industrial local, busque también la manera de vincular ese hacer, con las expresiones populares y las representaciones de lo nacional. En paralelo durante su plaza como profesora de dibujo de la Escuela de Artes Aplicadas, realizó interesantes diseños de grecas con motivos andinos y mapuches, lo que demuestra sus intereses por un arte comprometido, donde la representación del indígena vaya más allá de la referencia visual o el uso de decoraciones de motivos populares.

## Colecciones Públicas
- Museo Nacional de Bellas Artes, La Virgen y el Niño (según Pietro Perugino y Andrea de Verrocchio), óleo sobre tela, 1930.